# Bătălia de la Marea Galbenă
Bătălia de la Marea Galbenă (japoneză 黄海海戦; rusă Бой в Жёлтом море) a fost a doua bătălie navală majoră a războiului ruso-japonez din 1904-1905, purtată la 10 august 1904 între Marina Imperială Rusă și Marina Imperială Japoneză. În marina rusă, a fost denumită Bătălia din 10 august. Rezultatul acestei bătălii navale a avut un impact decisiv asupra continuării luptei pe mare. Bătălia a dejucat încercarea flotei ruse de la Port Arthur să spargă blocada japoneză și să se unească cu escadrila din Vladivostok, forțându-i să se întoarcă în port. Patru zile mai târziu, Bătălia de la Ulsan⁠(en)[traduceți] a încheiat în mod similar ieșirea escadrilei Vladivostok, forțând ambele flote să rămână ancorate.

## Premisele bătăliei
Escadrila Pacifică a Marinei Imperiale Ruse, comandată de amiralul Wilgelm Vitgeft⁠(en)[traduceți], a fost blocată în Port Arthur de Marina Imperială Japoneză la intrarea în golf, blocadă care a început la 8 februarie 1904, concomitent cu Bătălia de la Port Arthur. La sfârșitul lunii iulie și începutul lunii august, pe măsură ce armata imperială japoneză a asediat Port Arthur, relațiile dintre amiralul Vitgeft și viceregele rus Ievgeni Alekseiev s-au înrăutățit din ce în ce mai mult. Viceregele Alekseiev, un fost amiral, a favorizat o ieșire agresivă pentru a permite Escadrilei I Pacific să se unească cu Escadrila Vladivostok și astfel să creeze o forță navală suficient de puternică care să poată lupta cu flota japoneză. Amiralul Vitgeft a crezut în flotă de intimidare, care pur și simplu rămâne ancorată, contribuind în același timp cu o parte din armamentul său la bătălia terestră ca fiind cea mai sigură cale de urmat.
Deși pasiv, preferința lui Vitgeft era de fapt mai în concordanță cu doctrina marinei ruse, care își concentra forțe în zonă (așteptând sosirea Flotei Baltice, cunoscută și sub numele de Escadrila a 2-a Pacific), suficientă să conteste supremația Marinei Militare Japoneze.
Viceregele Alekseiev a trimis mesaj la Sankt Petersburg, iar țarul Nicolae al II-lea a răspuns că împărtășește pe deplin opinia viceregelui. 
Repet încă o dată hotărârea mea neînduplecată ca tu și escadrila ta să părăsești Port Arthur. 
Amiralului Vitgeft i s-a ordonat să navigheze imediat spre Vladivostok. Confruntat cu un ordin imperial și riscând tribunalul militar, Vitgeft a executat ordinul.
Până la ora 06:15, pe 10 august, amiralul Vitgeft, arborând steagul său pe cuirasatul Țarevici, a început să-și conducă navele de luptă afară din port.

## Bătălia

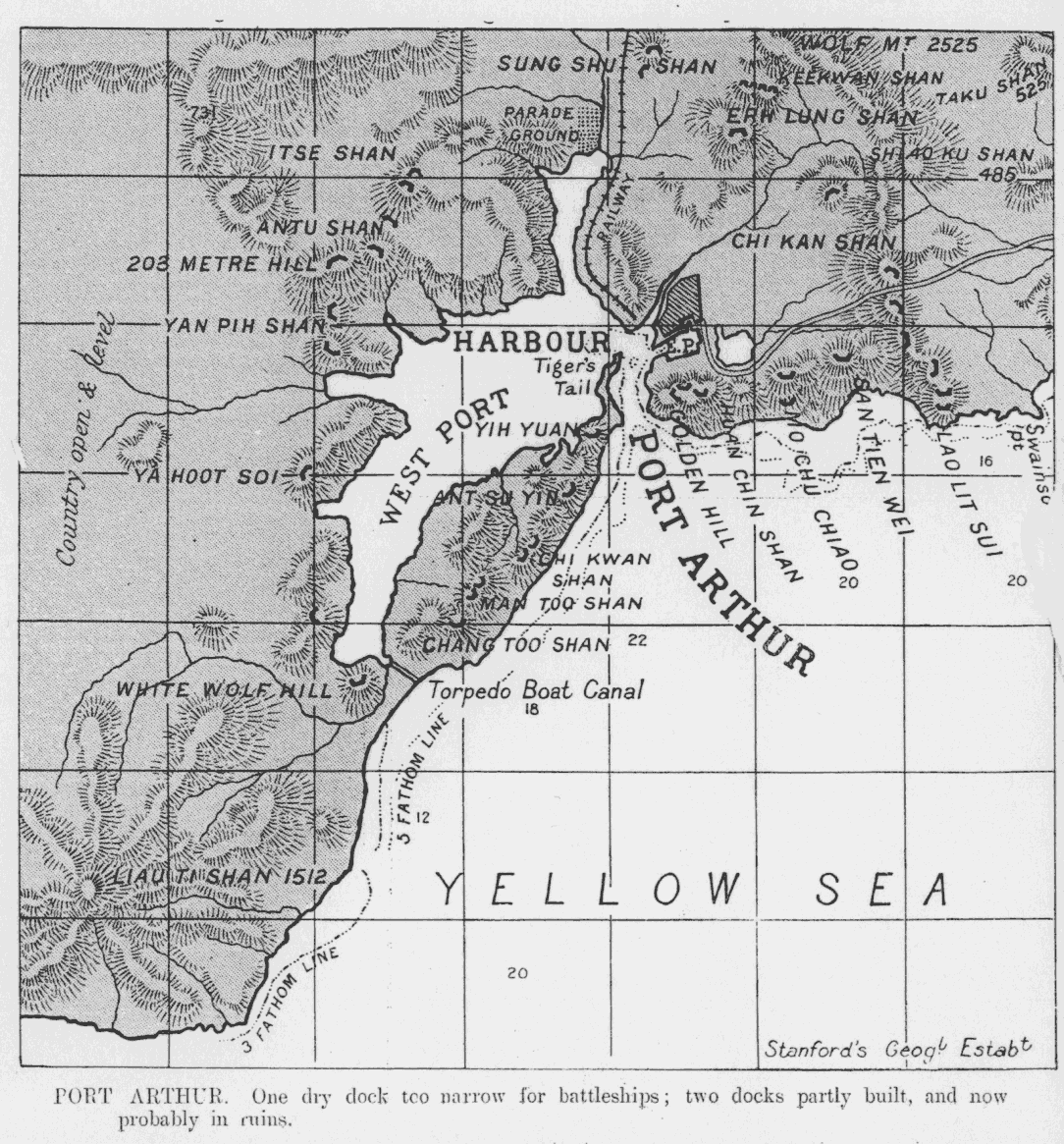
Harta Port Arthur

Pentru a induce în eroare inamicul, Amiralul Vitgeft a făcut o manevră spre sud-vest pentru a-și ascunde intenția reală de deplasare spre Vladivostok, prin care a reușit să întârzie concentrarea forțelor amiralului Tōgō Heihachirō.
Cu toate acestea, amiralul Tōgō fusese de mult pregătit pentru o astfel de mișcare și își pregătise flota pentru astfel de manevre. Deși mișcarea lui Vitgeft îi câștigase timp, Tōgō a dat totuși anterior ordine ca navele sale de luptă să se adune în rută spre Vladivostok, în cazul în care amiralul Vitgeft urma să se deplaseze pe această rută. Până la ora 11:00, era clar în ce direcție naviga flota lui Vitgeft: se îndrepta spre larg.  Escadrila rusă era formată din crucișătoarele Țarevici, Retvizan, Pobeda, Peresvet, Sevastopol și Poltava, crucișătoarele protejate Askold, Diana, Novik și Pallada  și 14 distrugătoare.
Scopul său principal a fost să împiedice cu orice preț transferul navelor rușești care au ieșit din blocadă în portul Vladivostok, ca să nu aibă de înfruntat o flotă inamică reunită și mai mare, dar și un nou fort de asediat. 

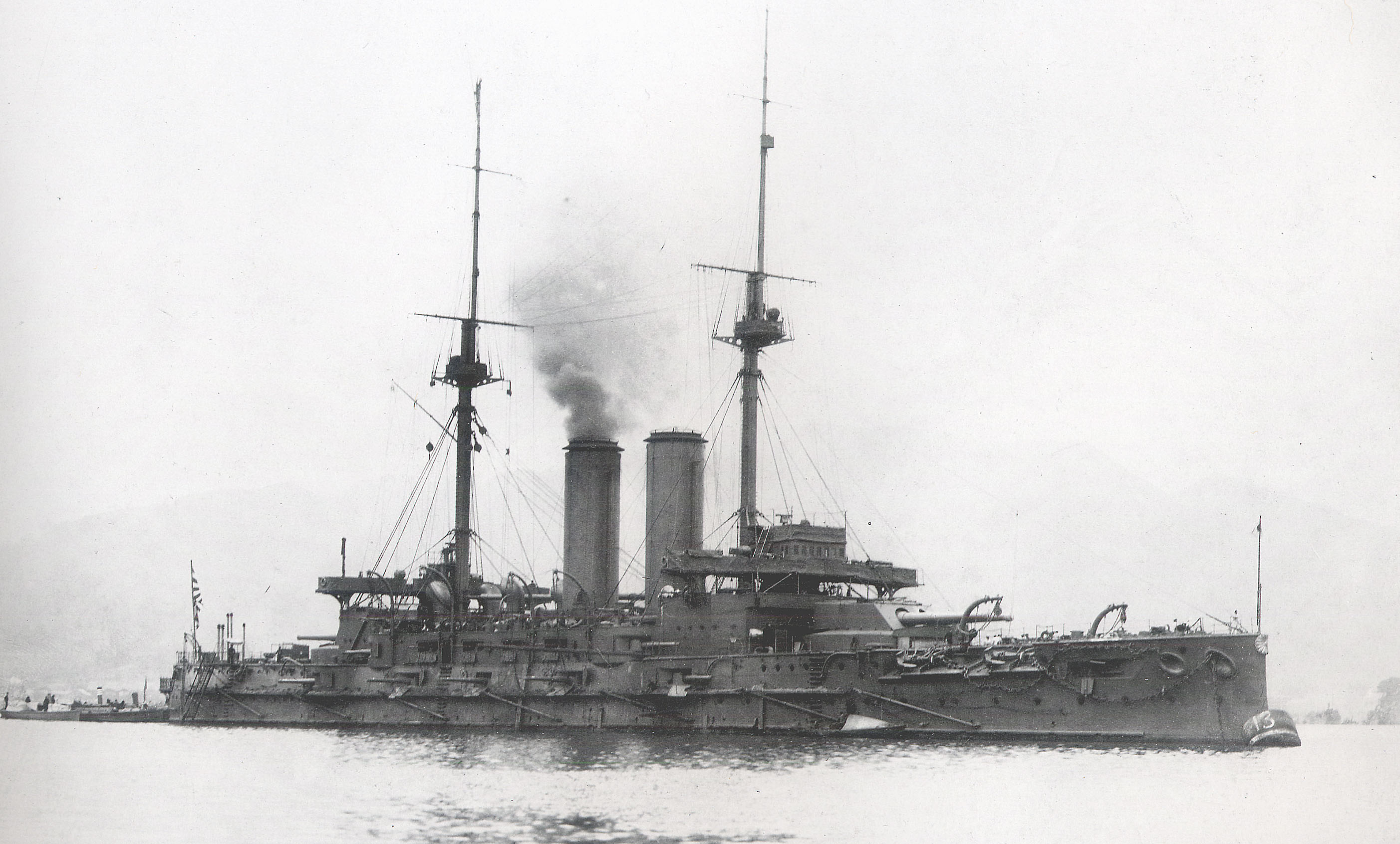
Nava amiral Mikasa a amiralului japonez Tōgō

Din punct de vedere tactic, Vladivostok era mai puțin apărat decât Port Arthur și suferea de o lipsă mare de cărbune pentru nave, dar un nou asediu împotriva Vladivostok-ului ar fi presupus pentru flota japoneză o cerere suplimentară de provizii, care ar fi afectat foarte mult flota imperială. Singura cale de ieșire din această situație a fost ca să scufunde flota rusă în apele Port Arthur. 
În jurul orei 12:25, flotele cuirasate au realizat contact vizual la o distanță de aproximativ 11 mile (18 km).
Flota de luptă a lui Vitgeft se îndrepta spre sud-est cu 13 noduri (24 km/h), în timp ce Tōgō, pe un curs de interceptare, venea dinspre nord-est cu 14 noduri (26 km/h). Flota sa era formată din cele cinci cuirasate supraviețuitoare ale Japoniei, Mikasa, Asahi, Fuji, Shikishima și cuirasatul de clasa a doua Chin Yen, crucișătoarele blindate Nisshin și Kasuga, precum și opt crucișătoare protejate, 18 distrugătoare și 30 torpiloare. În acest timp, cele patru crucișătoare ale viceamiralului Dewa (Chitose, Takasago, Yakumo și Kasagi) au apărut la vedere, apropiindu-se rapid dinspre sud cu 18 noduri (33 km/h), iar Tōgō a încercat să strângă flota amiralului Vitgeft între cele două coloane japoneze.  

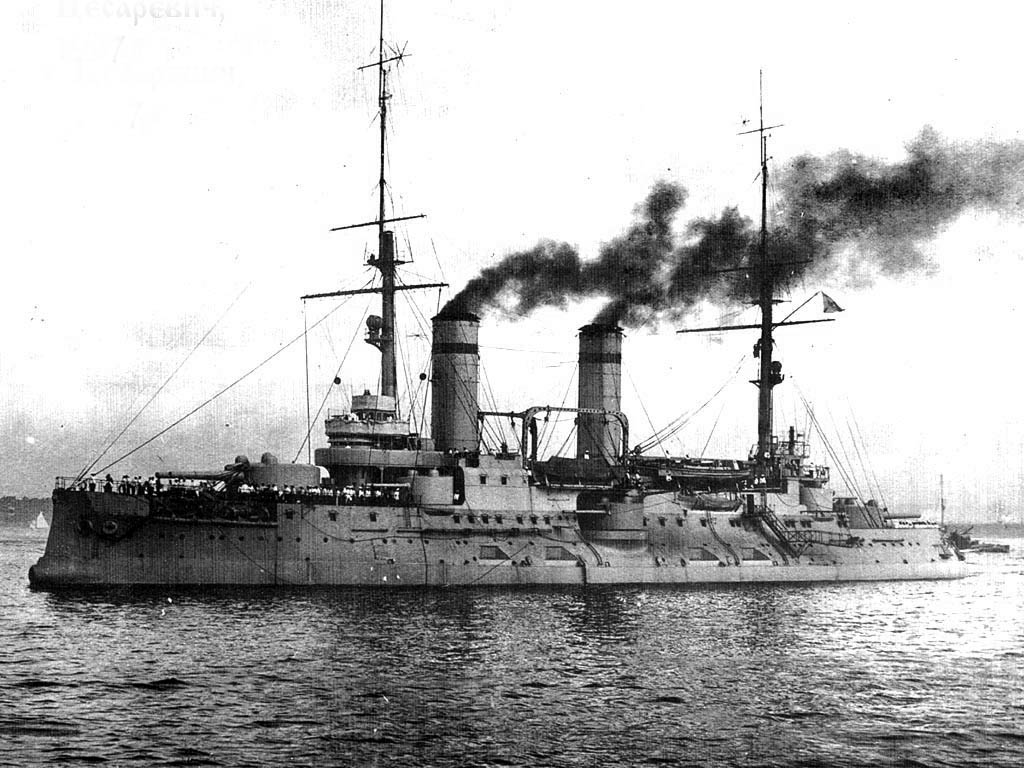
Cuirasatul Țarevici

Imediat după ora 13:00, Tōgō a încercat să execute Manevra de barare a T-ului împotriva lui Vitgeft și a început să tragă cu tunurile principale de la o distanță extrem de mare, de peste 8 mile(13 km).  Vitgeft, cu cuirasatul Retvizan, a răspuns cu foc, dar raza de acțiune a fost excesiv de mare pentru ambele părți și nu s-au înregistrat lovituri reușite. Tōgō și-a calculat greșit viteza când a încercat să facă manevra de barare a T-ul față de inamic, iar Vitgeft pur și simplu a făcut o întoarcere rapidă spre babord, și-a menținut viteza și a mărit raza de acțiune față de flota lui Tōgō. În câteva minute, amiralul Vitgeft s-a îndreptat din nou spre larg, iar mișcarea de clește a amiralului Tōgō eșuase, deoarece crucișătoarele amiralului Dewa au trebuit să se întoarcă rapid pentru a evita linia de luptă a lui Tōgō și astfel au rupt contactul, fără să fi tras un foc. În timp ce Tōgō a observat că linia de luptă a lui Vitgeft trecea rapid pe lângă a lui în direcție opusă, el a ordonat rapid fiecărei nave de luptă să se întoarcă individual, ceea ce a pus crucișătoarele sale în frunte, dar acum paralel cu linia de luptă a lui Vitgeft. 
La aproximativ 13:25, și din nou la o rază de peste 8 mile (13 km), navele de luptă ale lui Tōgō au deschis focul asupra navei amiral a lui Vitgeft și cuirasatului Retvizan, lovindu-l pe acesta din urmă de 12 ori. În jurul orei 13:30, nava amiral rus a întors focul, eliminând comunicațiile lui Tōgō cu două lovituri directe de obuze de 305 mm (12 țoli) la această distanță extremă. Timp de aproape o jumătate de oră, cele două flote de nave de luptă s-au lovit reciproc, închizându-și încet raza de acțiune, până când la 14:05 au ajuns la aproximativ 3,5 mile (5,6 km), moment în care ambele flote au început să tragă cu tunurile secundare de 155 mm (6 țoli). Pe măsură ce flotele continuau să se lovească reciproc cu toate armele disponibile, nava amiral a lui Tōgō începea să-și simtă distrugerile și Tōgō a încercat să-și întoarcă puțin nava, din cauza loviturilor pe care le lua (a ajuns să fie lovită de 20 de ori) și a încercat urgent ca cuirasatele sale să se angajeze pe linia de luptă rusă.  Dar, cu radioul mut, a trebuit să se bazeze pe semnale cu steag și pe releele radio de la navele de război însoțitoare.

### Urmărirea
Crucișătoarele japoneze au restabilit contactul cu linia de luptă rusă, dar au fost alungate rapid de focul lor cu tunurile de 305 mm. Ambele flote de luptă mențineau aproximativ viteza 14 noduri, dar din nou, Vitgeft reușise să treacă de Tōgō, iar japonezii au fost forțați să înceapă o urmărire neînduplecată. Până la ora 14:45, nava amiral japoneză s-a apropiat la aproximativ 11 km de cuirasatul Poltava, care nu a putut să mențină viteza de 14 noduri a flotei din cauza problemelor cu motorul. Mikasa și Asahi au început curând să lovească Poltava, înscriind mai multe lovituri reușite. Cu toate acestea, amiralul Ukhtomsky de pe cuirasatul Peresvet a observat situația de pe Poltava și a ordonat diviziei sale să se retragă și să ajute Poltava. Rușii început să tragă foc concentrat de tun asupra cuirasatului Mikasa și Asahi. Odată cu tragerea diviziei amiralului Ukhtomsky, împreună cu reluarea luptei de către Poltava, Mikasa și Asahi au început să primească prea multe lovituri și, la îndemnul șefului său de stat major, Tōgō și-a folosit viteza superioară pentru a rupe contactul, s-a deplasat înaintea flotei lui Vitgeft încercând să restabilească contactul din nou cu inamicul în condiții mai favorabile. Până la ora 15:20 tragerile a încetat.
Deoarece navele de luptă rupseseră contactul, amiralul Dewa cu crucișătoarele sale a încercat să intre în acțiune, când deodată navele de luptă rusești au deschis foc asupra lui. În jurul orei 15:40, un obuz de 305 mm a lovit crucișătorul lui Dewa, Yakumo, de la o rază de acțiune de peste 8 mile, care era cu mult în afara razei de acțiune a tunurilor sale de 203 mm (8 țoli).  Amiralul Dewa a decis să nu-și pună în pericol cele patru crucișătoare și să nu se angajeze în luptă cu orice cuirasat rusesc.
Până atunci, doar cele 6 nave de luptă ale lui Tōgō (4 cuirasate și 2 crucișătoare blindate) urmăreau cele 10 nave de război ale lui Vitgeft (6 cuirasate și 4 crucișătoare). Având întuneric la doar 3 ore distanță, amiralul Vitgeft a crezut că l-a supărat pe amiralul Tōgō și că îl va pierde din urmă când se va lăsa  întunericul. Tōgō știa și asta și a ordonat o viteză de 15 noduri (28 km/h; 17 mph) pentru a ajunge până la capătul de coadă a flotei lui Vitgeft. Până la ora 17:35, navele de război ale lui Tōgō s-au apropiat la o rază de 3,5 mile de cuirasatul Poltava, din nou în urmă, și au deschis focul asupra ei. Amiralul Dewa a apărut, de asemenea, cu crucișătoarele sale, iar Tōgō a ordonat tuturor navelor de luptă și crucișătoarelor să bombardeze Poltava, în speranța că va scufunda măcar un vas de luptă rusesc. Cu toate acestea, comandantul rus, căpitanul Ivan P. Uspenskiy de pe Poltava și membrii echipajului său au marcat mai multe lovituri pe nava amiral a amiralului Tōgō. În acest moment, obuzele de pe Shimose încărcate în interiorul tunurilor de 305 mm au început să se detoneze prematur în interiorul țevilor tunurilor fierbinți; scoțând din acțiune un tun de 305 mm pe Shikishima la 17:45 și două tunuri de 305 mm pe Asahi la 18:10. Până la ora 18:30, Tōgō avea încă în acțiune doar 11 dintre cele 16 tunuri inițiale de 305 mm.

### Togo predă conducerea luptei cuirasatului Asahi

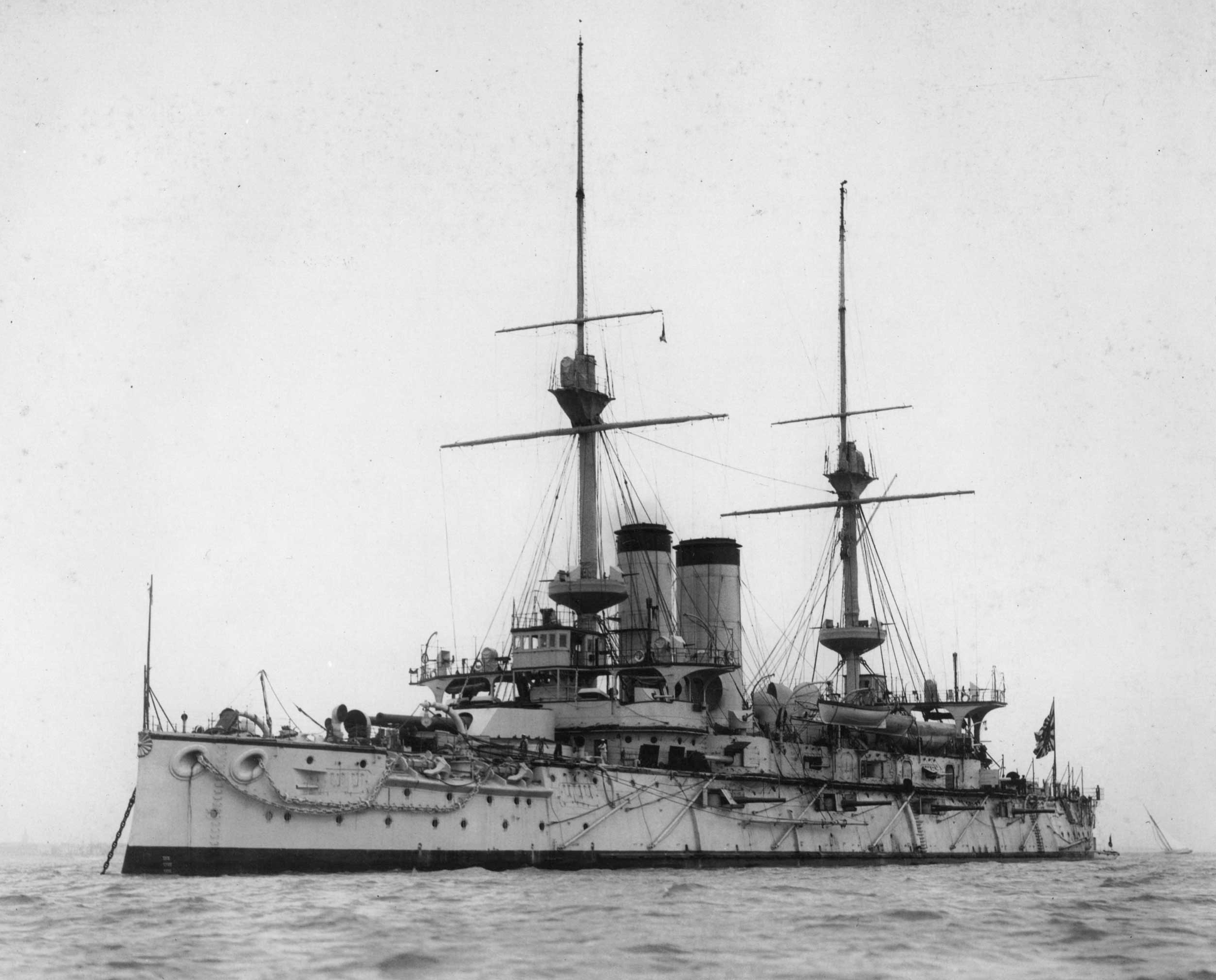

Deși raza de acțiune a scăzut la aproximativ 3 mile, tunurile bateriilor secundare de 155 și 203 mm erau încă ineficiente, iar Poltava și Peresvet, deși grav avariate, se aflau încă pe linia de luptă rusă. Până la ora 18:30, Tōgō încă avea probleme cu controlul focului tunului cuirasatului său; Shikishima și Asahi mai trăgeau spre Poltava avariată, Fuji trăgea în Pobeda și Peresvet, în timp ce nava amiral Mikasa se duela cu nava amiral rusă Țarevici. Nicio navă de luptă japoneză nu trăgea asupra cuirasatelor rusești Retvizan și Sevastopol, ceea ce le-a permis să tragă liber spre Mikasa.
Fiind doar la doar 30 de minute distanță de căderea întunericului, nava amiral japoneză Mikasa aproape că nu mai era eficientă în luptă, iar focurile  tunurilor rusești deveneau parcă tot mai precise și mai eficiente cu fiecare lovitură de tun; nava amiral i-a făcut semn cuirasatului Asahi să preia lupta împotriva cuirasatului rusești care conducea formația rusă.
În 10 minute după ce a fost eliberat de Asahi, amiralul Tōgō a tras o salvă cu tunul de 305 mm în nava amiral rusă Țarevici, ucigându-l instantaneu pe amiralul Vitgeft și personalul său care se afla în apropierea lui și blocând cârma navei amiral. Explozia blocase timona într-un viraj spre babord, suficient de ascuțită încât Țarevici s-a înclinat peste 12 grade. Retvizan, care nu cunoștea situația de pe nava amiral, a urmat-o în siaj. Când Pobeda a ajuns la punctul de cotitură, Țarevici se balansa la 180 de grade și se îndrepta înapoi în propria linie. Fără niciun semnal care să indice ce s-a întâmplat, celelalte nave nu știau că Țarevici cu timona distrusă nu numai că era scăpat de sub control și fără amiralul său, dar era de fapt fără nimeni la comandă.

### Atac asupra cuirasatuluiRetvizan

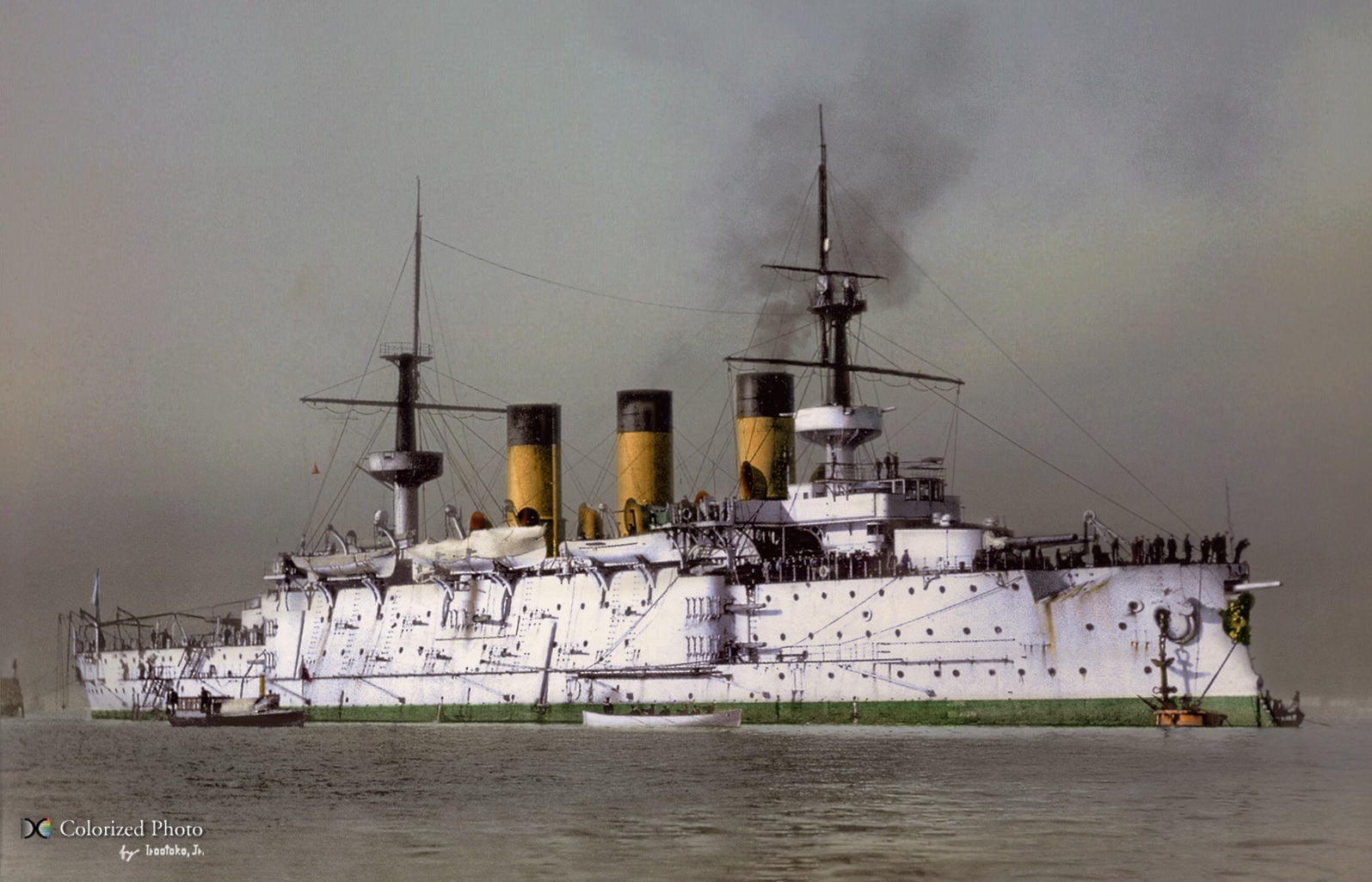
Peresvet la ancoră în anul 1901

Prințul Pavel Ukhtomsky comandantul cuirasatului Peresvet și-a dat seama curând că nava amiral nu mai participă la luptă și a încercat să obțină controlul asupra escadrilei ruse. Dar un obuz japonez, a tăiat catargul cuirasatului Peresvet, împiedicând arborarea steagurilor de semnalizare ca de obicei; obligându-i ca semnalizările cu steaguri să se dea de pe punte. Fiind astfel greu de văzut, semnalizările se pare că a fost văzute doar pe Sevastopol; nicio altă navă mare rusească nu a urmat comenzile lui Ukhtomsky.

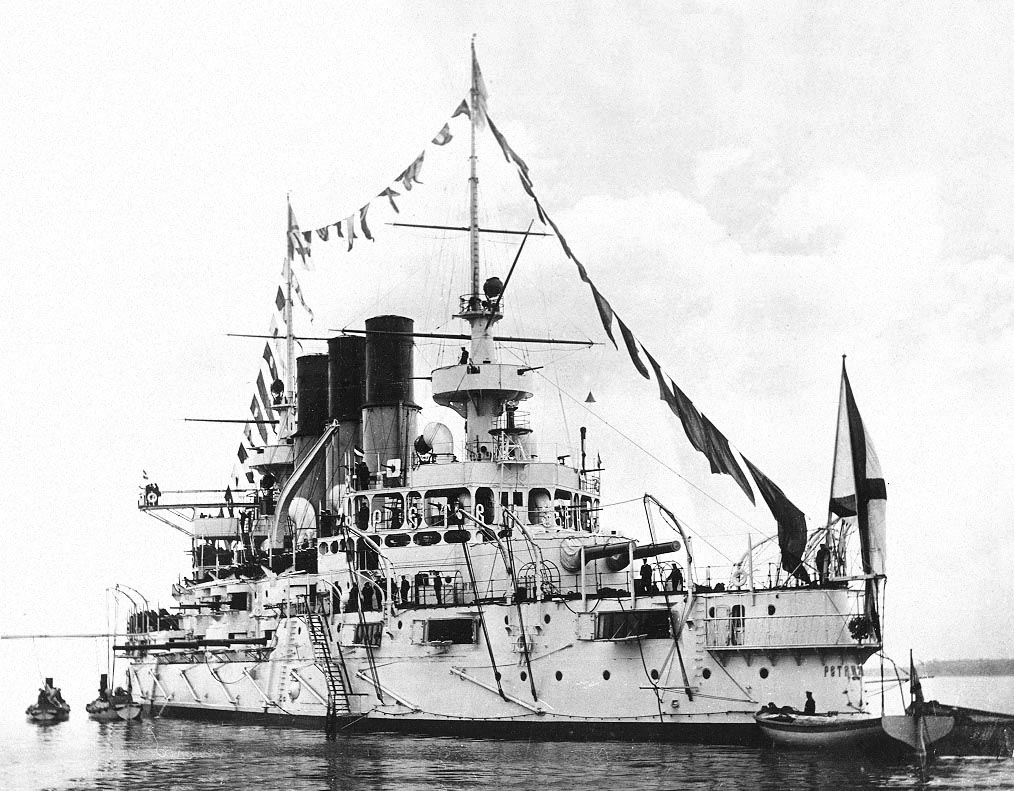
Cuirasatul Retvizan al cărui căpitan a fost rănit în acțiunea sa individuală curajoasă împotriva flotei japoneze

În același timp, căpitanul Eduard Schensnovici, comandând Retvizan, și-a întors imediat nava de luptă către linia de luptă a lui Tōgō, trăgând direct în ea cu toate armele, în ciuda faptului că avea prora înclinată din cauza avariilor provocate de obuze. Linia de luptă a lui Tōgō și-a mutat focul asupra cuirasatului Retvizan, în timp ce raza de acțiune a scăzut la mai puțin de trei mile. Au fost atât de multe stropi de la obuze în jurul cuirasatului care ataca, încât tunarii japonezi nu au putut să-și regleze focul. Cu toate acestea, deoarece cuirasatul lui Tōgō erau în deficiență cu obuzele tunurilor de 305 mm și multe dintre tunurile sale principale erau deteriorate, el a ales siguranța și, cu escadrila rusă împrăștiată, a predat lupta crucișătoarelor și distrugătoarelor sale.
Când navele lui Tōgō au început să se întoarcă, au tras o ultimă salvă, lovind cuirasatul inamic cu mai multe obuze, dintre care unul l-a rănit grav pe căpitanul Schensnovici în stomac. Retvizan a lansat fum și a început să se întoarcă, dar cuirasatul pusese capăt efectiv duelului dintre navele pre-dreadnought inamice și salvase nava amiral de la distrugere. Nu a mai fost de ales decât să renunțe la încercarea de a ajunge la Vladivostok și să se întoarcă la Port Arthur. Chiar și acest lucru s-a dovedit imposibil de coordonat și multe nave au plecat singure.
Două ore mai târziu, cea mai mare parte a flotei ruse a revenit la siguranța relativă a Port Arthur. Cinci cuirasate, un crucișător și zece distrugătoare s-au întors. 

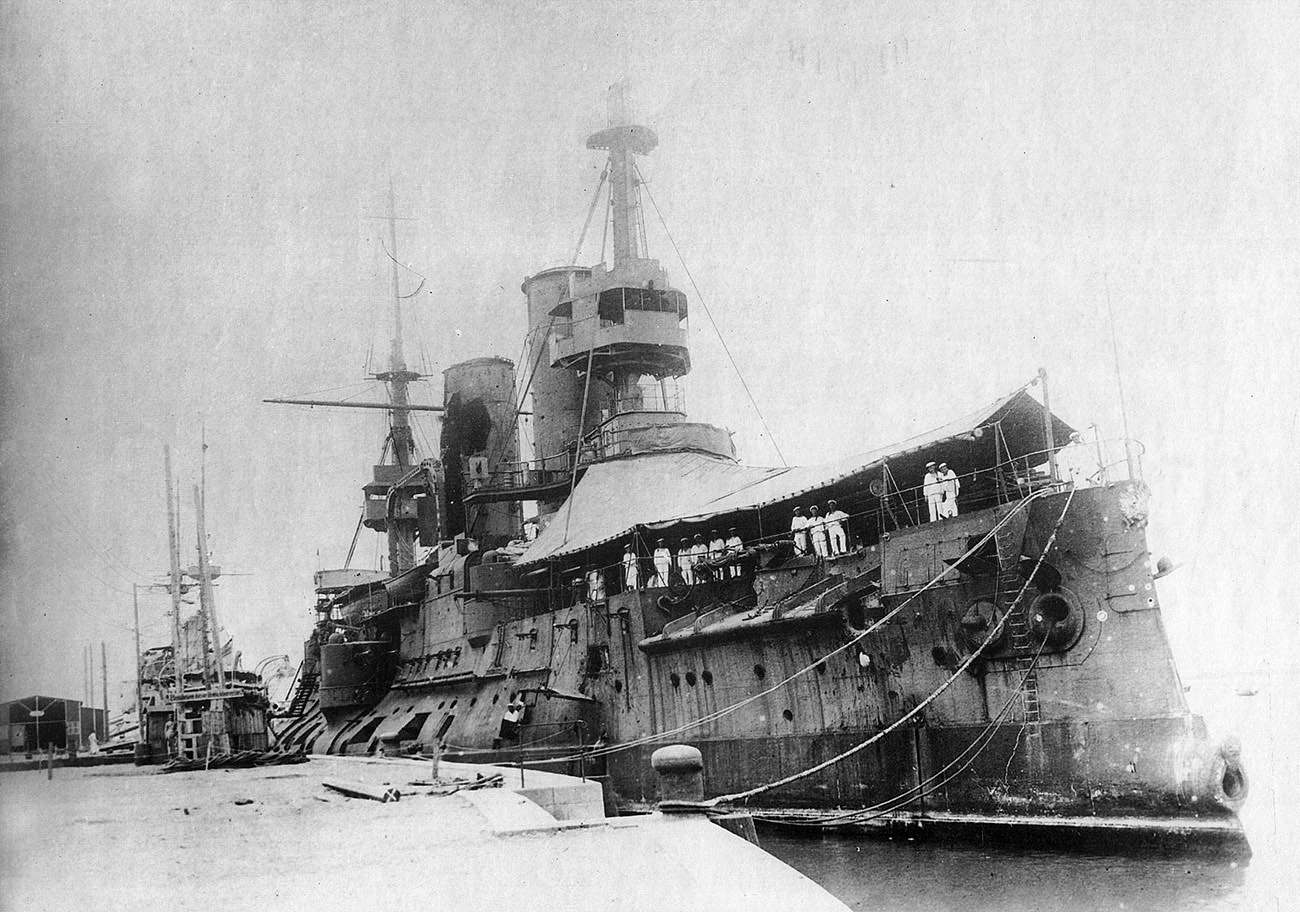
Țarevici avariat, internat la Tsingtao

Țarevici avariat și trei distrugătoare de escortă au navigat spre Kiaochou, unde au fost internați de autoritățile germane. Crucișătorul Askold și un alt distrugător au navigat spre Shanghai și au fost, de asemenea, internați de autoritățile chineze. Crucișătorul Diana a evadat spre Saigon, unde a fost internat de francezi. Doar micul crucișător Novik a navigat spre est în jurul arhipelagului japonez pentru a încerca să ajungă la Vladivostok. Cu toate acestea, pe 20 august, crucișătoarele japoneze au pornit în urmărea sa au forțat nava să eșueze la Sahalin, unde a fost distrusă de echipaj după ce i-a implicat pe japonezi în Bătălia de la Korsakov⁠(en)[traduceți] .

### Analiza bătăliei
Bătălia de la Marea Galbenă a fost prima confruntare majoră din istoria navală între flotele moderne de nave de luptă din oțel, așa că, cu excepția duelului de 20 de minute al amiralului Tōgō cu navele de luptă ale amiralului rus Stark de la Port Arthur, la 9 februarie 1904, atât Vitgeft, cât și Tōgō erau noi în luptele moderne cu flote de cuirasate din oțel.
Deși amiralul Oskar Starck⁠(en)[traduceți] fusese înlocuit de amiralul Stepan Makarov⁠(en)[traduceți] la scurt timp după bătălia de la Port Arthur, Makarov, la rândul său, a fost înlocuit de Vitgeft, în urma morții lui Makarov în aprilie 1904, când cuirasatul său Petropavlovsk a explodat și s-a scufundat în Marea Galbenă, după ce a lovit o mină. Dacă amiralul Starck ar fi rămas la comandă în timpul bătăliei de la Marea Galbenă, amiralii Tōgō și Starck s-ar fi întâlnit în condiții egale, ambii având aproximativ aceeași experiență de luptă în acțiunile cu flote de cuirasate. Dar forța navală pe care Tōgō trebuia să o întâlnească la Tsushima în anul următor nu era aceeași tip de flotă de luptă cu care s-a luptat în  Marea Galbenă. Deși amiralul Vitgeft era nou, mulți dintre oamenii săi nu erau, cei mai mulți dintre ei erau veterani ai serviciului în Orientul Îndepărtat, unii dintre ei veterani ai Răscoalei Boxerilor din 1900 din China; astfel au fost forțați să lupte cu o flotă cu mare experiență.

### Telemetre și focuri de artilerie

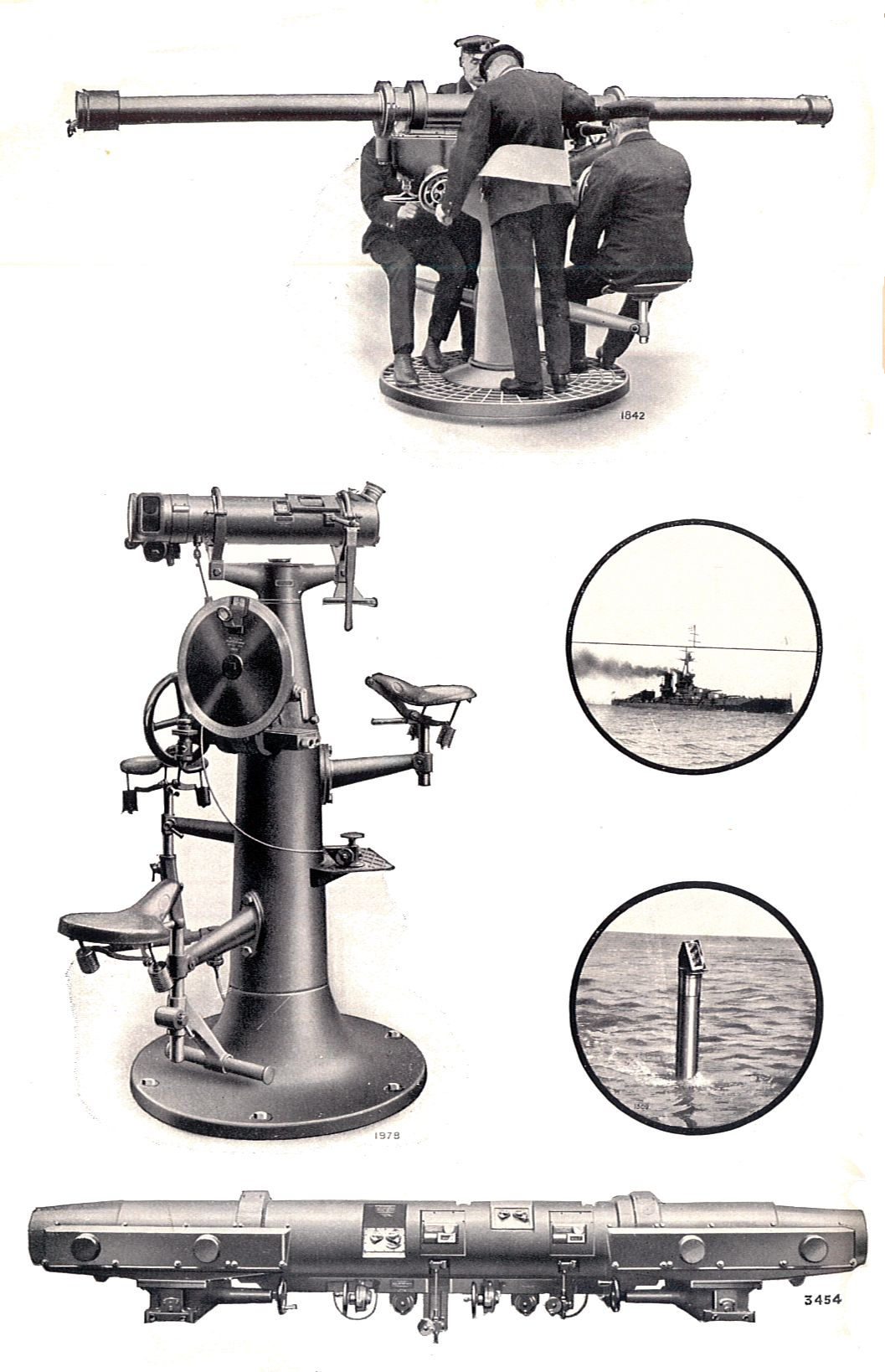
Telemetru naval Barr & Stroud din 1936

La sfârșitul anilor 1890, se considera că luptele dintre cuirasate trebuie să se poarte de la distanțe de aproximativ 3 până la 4 mile. Deși tunurile de calibrul 305 mm/40 erau destul de capabile să tragă la distanța cu care se deschisese bătălia de la Marea Galbenă (8 mile), lipsa telemetrelor și ochirii eficiente a determinat ca să se tragă focuri de tun de 305 mm (12 țoli) într-un interval de 3 până la 4 mile. În timpul bătăliei, navele de luptă rusești aveau telemetre Liuzhol cu o rază de acțiune de până la 4.000 de metri, în timp ce pre-dreadnought-urile japoneze aveau cele mai recente (din 1903) telemetre „Barr and Stroud”, care aveau o rază de acțiune de 6.000 de metri.  În ciuda tuturor celor de mai sus, lumea navală a fost destul de surprinsă după ce adversarii au deschis focul unul asupra celuilalt și au marcat lovituri în timp ce încă erau la peste 8 mile distanță.

## Avarii și victime
Cele aproape șapte ore de luptă navală, împreună cu cele aproximativ 7.382 de obuze trase au avut o eficacitate de 1,7 %.
Căpitanul Eduard Schensnovich, care cu încărcat nava sa a atacat linia de luptă a amiralului Tōgō, a pus astfel capăt duelului dintre flotele cuirasate și a salvat nava amiral rusă de la distrugere, el a murit mai târziu din cauza rănilor din aprilie 1910, la vârsta de 58 de ani.
Pagubele și victimele au inclus:
| Cuirasat                                     | Armament primar                          | Blindaj        | An lansare | Constructor                       | Pagube                                                                            | Victime |
| -------------------------------------------- | ---------------------------------------- | -------------- | ---------- | --------------------------------- | --------------------------------------------------------------------------------- | --- |
| Cuirasatul rusesc Țarevici, (Nava amiral)    | 4 tunuri de 305 mm, 12 tunuri de 152 mm  | 9 3/4 țoli     | 1901       | Toulon, Franța                    | 13 lovituri cu tunul de 305 mm și două cu tunul de 203 mm                         | 12 persoane din echipaj au murit și au fost răniți 47. Amiralul Wilgelm Vitgeft, comandantului Primei Escadrile din Pacific a fost ucis. |
| Cuirasatul rusesc Pobeda                     | 4 tunuri de 254 mm, 11 tunuri de 152 mm  | 9 țoli (228mm) | 1900       | St. Petersburg, Rusia             | 11 lovituri cu tunuri de calibru mare                                             | 4 persoane din echipaj au murit și au fost răniți 29                                                                                     |
| Cuirasatul rusesc Peresvet                   | 4 tunuri de 10-țoli, 11 tunuri de 152 mm | 9 țoli (228mm) | 1898       | St. Petersburg, Rusia             | 39 lovituri                                                                       | |
| Cuirasatul rusesc Poltava                    | 4 tunuri de 305 mm, 12 tunuri de 152 mm  | 14 1/2 țoli    | 1894       | St. Petersburg, Rusia             | 12 - 14 lovituri cu tunuri de 203 - 305 mm                                        | 12 persoane din echipaj au murit și au fost răniți 43                                                                                    |
| Cuirasatul rusesc Retvizan                   | 4 tunuri de 305 mm, 12 tunuri de 152 mm  | 9 țoli (228mm) | 1900       | Philadelphia, SUA                 | 18 lovituri de la tunuri de 203 - 305 mm                                          | 6 persoane din echipaj au murit și au fost răniți 42                                                                                     |
| Cuirasatul rusesc Sevastopol                 | 4 tunuri de 305 mm, 12 tunuri de 152 mm  | 14 1/2 țoli    | 1895       | St. Petersburg, Rusia             | A fost lovit de câteva obuze                                                      | 1 persoană din echipaj a murit și au fost răniți 62                                                                                      |
| Cuirasatul japonez Mikasa (Nava amiral)      | 4 tunuri de 305 mm, 14 tunuri de 152 mm  | 9 țoli (228mm) | 1900       | Barrow, Marea Britanie            | A fost lovită de 20 de ori cu tunuri de 305 mm turela a fost scoasă din funcțiune | 125 victime |
| Cuirasatul japonez Asahi                     | 4 tunuri de 305 mm, 14 tunuri de 152 mm  | 9 țoli (228mm) | 1899       | Clydebank, Marea Britanie         | 1 lovitură cu tunul de 305 mm lângă linia de plutire, țeavă de tun explodată      | 2 membri ai echipajului au fost răniți                                                                                                   |
| Cuirasatul japonez Shikishima                | 4 tunuri de 305 mm, 14 tunuri de 152 mm  | 9 țoli (228mm) | 1898       | Thames Iron Works, Marea Britanie | 1 lovitură cu tunul de 305 mm țeavă de tun explodată                              | |
| Crucișătorul japonez Yakumo Crucișător armat | 4 tunuri de 203 mm, 12 tunuri de 152 mm  | 7 țoli (178mm) | 1899       | Stettin, Germania                 | 1 lovitură cu tunul de 305 mm                                                     | |

## Rezultatul bătăliei
Din punct de vedere tactic, Bătălia de la Marea Galbenă nu a fost o victorie totală pentru Marina Imperială Japoneză, dar se consideră o victorie strategică japoneză, deoarece flota japoneză a reușit să împiedice navele rusești să ajungă la Vladivostok.
În timpul acestei bătălii nicio navă nu a fost scufundată, dar nave rusești și japoneze au fost serios avariate. 
Câteva zile mai târziu, navele japoneze reparate au putut relua serviciul, navele rusești au rămas în reparație. 
Flota japoneză conținea cele mai noi nave de luptă și aveau ca obiectiv principal să distrugă flota rusă, minimizând în același timp propriile pierderi.  Odată ce flota rusă a părăsit Port Arthur, japonezii au încercat inițial să o împiedice să se întoarcă acolo. Când japonezii și-au dat seama că rușii nu se întorc în Port Arthur, au căutat să îi împiedice pe ruși să ajungă într-un port alternativ. Niciuna dintre părți nu și-a atins obiectivele tactice.
Mai târziu elementele flotei ruse care au scăpat de distrugere în timpul bătăliei de la Marea Galbenă au fost fie scufundate, fie au suferit daune grave în timpul Asediului de la Port Arthur (în decembrie 1904), lăsând japonezilor controlul naval incontestabil al zonei.

## Filme
- Port Arthur (Germania 1936, Regia: Nicolas Farkas) cu René Deltgen și Paul Hartmann.